# Selección de hockey sobre hierba de España

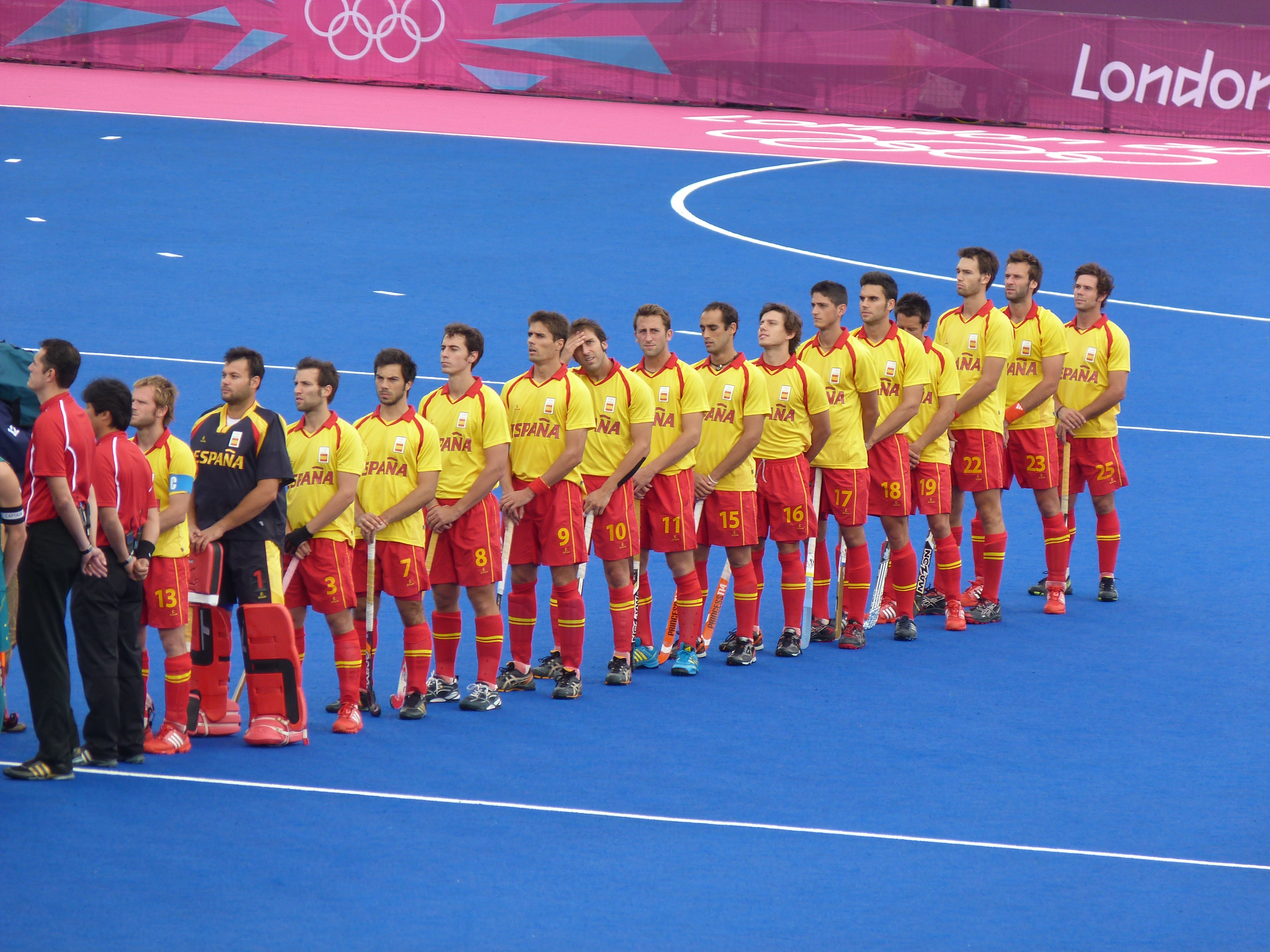
La selección nacional en Londres 2012

La selección de hockey hierba de España es el equipo formado por jugadores de nacionalidad española, que representa a España a través de la Real Federación Española de Hockey que la dirige, en las competiciones internacionales organizadas por la EHF, la FIH y el Comité Olímpico Internacional (COI).
España es una de las cinco grandes potencias del hockey europeo, y una de las selecciones más laureadas. En Juegos Olímpicos, torneo que disputa ininterrumpidamente desde 1960, ha jugado siete semifinales y ha logrado cuatro medallas, tres platas (Moscú 1980, Atlanta 1996, Pekín 2008) y un bronce (Roma 1960); en la Copa Mundial, que ha disputado en todas sus ediciones, ha logrado dos subcampeonatos (1971, 1998) y un tercer puesto (2006); en el Campeonato Europeo, en el que también ostenta el pleno de participaciones, ha sido dos veces campeona (1974, 2005), tres subcampeona (2003, 2007, 2019) y dos tercera (1970, 2025).

## Jugadores
Convocatoria del seleccionador nacional, Maximiliano Caldas, para los Juegos Olímpicos de París 2024:
| Dorsal | Nombre             | Edad | Partidos | Club                    |
| ------ | ------------------ | ---- | -------- | ----------------------- |
| 1      | Rafael Revilla     | 26   | 19       | Club de Campo V. Madrid |
| 2      | Álex Alonso        | 25   | 92       | R.S.T. Magdalena        |
| 5      | Jordi Bonastre     | 23   | 72       | Atlètic Terrassa        |
| 6      | Xavier Gispert     | 25   | 76       | Club Egara              |
| 7      | Rafael Vilallonga  | 22   | 47       | Club de Campo V. Madrid |
| 8      | Pepe Cunill        | 23   | 59       | Atlètic Terrassa        |
| 9      | Álvaro Iglesias    | 31   | 230      | Club de Campo V. Madrid |
| 10     | José Basterra      | 27   | 72       | Club de Campo V. Madrid |
| 11     | Gerard Clapés      | 23   | 66       | Oranje-Rood             |
| 12     | Marc Reyne         | 25   | 65       | Real Club de Polo       |
| 14     | Marc Miralles      | 26   | 114      | Bloemendaal             |
| 15     | Luis Calzado       | 23   | 40       | Real Club de Polo       |
| 17     | Marc Recasens      | 24   | 89       | Real Club de Polo       |
| 18     | Joaquín Menini     | 32   | 63       | Rotterdam               |
| 19     | Marc Vizcaíno      | 25   | 16       | Atlètic Terrassa        |
| 21     | Borja Lacalle      | 23   | 53       | Club de Campo V. Madrid |
| 23     | Eduardo de Ignacio | 24   | 26       | C.D. Terrassa           |
| 24     | Nacho Rodríguez    | 28   | 119      | Club de Campo V. Madrid |
| 26     | Bruno Font         | 19   | 24       | Júnior F.C.             |

## Historial

### Juegos Olímpicos
| Juegos Olímpicos  | Juegos Olímpicos | Juegos Olímpicos | Juegos Olímpicos | Juegos Olímpicos  | Juegos Olímpicos  |
| ----------------- | ---------------- | ---------------- | ---------------- | ----------------- | ----------------- |
| Londres 1908:     | N. C.            | Amberes 1920:    | N. C.            | Ámsterdam 1928:   | F. G.             |
| Los Ángeles 1932: | N. C.            | Berlín 1936:     | N. C.            | Londres 1948:     | F. G.             |
| Helsinki 1952:    | N. C.            | Melbourne 1956:  | N. C.            | Roma 1960:        | Medalla de bronce |
| Tokio 1964:       | 4.º              | México 1968:     | 6.º              | Múnich 1972:      | 7.º               |
| Montreal 1976:    | 6.º              | Moscú 1980:      | Medalla de plata | Los Ángeles 1984: | 8.º               |
| Seúl 1988:        | 9.º              | Barcelona 1992:  | 5.º              | Atlanta 1996:     | Medalla de plata  |
| Sídney 2000:      | 9.º              | Atenas 2004:     | 4.º              | Pekín 2008:       | Medalla de plata  |
| Londres 2012:     | 6.º              | Río 2016:        | 5.º              | Tokio 2020:       | 8.º               |
| París 2024:       | 4.º              |                  |                  |                   |                   |

### Mundiales
| Copa Mundial           | Copa Mundial     | Copa Mundial          | Copa Mundial      | Copa Mundial       | Copa Mundial     |
| ---------------------- | ---------------- | --------------------- | ----------------- | ------------------ | ---------------- |
| Barcelona 1971:        | Medalla de plata | Amstelveen 1973:      | 5.º               | Kuala Lumpur 1975: | 8.º              |
| Buenos Aires 1978:     | 5.º              | Bombay 1982:          | 11.º              | Londres 1986:      | 5.º              |
| Lahore 1990:           | 8.º              | Sídney 1994:          | 9.º               | Utrecht 1998:      | Medalla de plata |
| Kuala Lumpur 2002:     | 11.º             | Mönchengladbach 2006: | Medalla de bronce | Nueva Delhi 2010:  | 5.º              |
| La Haya 2014:          | 8.º              | Bhubaneshwar 2018:    | 13.º              | Bhubaneshwar 2023: | 6.º              |
| Amstelveen/Wavre 2026: | Clasificado      |                       |                   |                    |                  |

### Europeos
| Campeonato Europeo    | Campeonato Europeo | Campeonato Europeo    | Campeonato Europeo | Campeonato Europeo | Campeonato Europeo |
| --------------------- | ------------------ | --------------------- | ------------------ | ------------------ | ------------------ |
| Bruselas 1970:        | Medalla de bronce  | Madrid 1974:          | Medalla de oro     | Hanóver 1978:      | 4.º                |
| Ámsterdam 1983:       | 5.º                | Moscú 1987:           | 7.º                | París 1991:        | 5.º                |
| Dublín 1995:          | 8.º                | Padua 1999:           | 5.º                | Barcelona 2003:    | Medalla de plata   |
| Leipzig 2005:         | Medalla de oro     | Mánchester 2007:      | Medalla de plata   | Ámsterdam 2009:    | 4.º                |
| Mönchengladbach 2011: | 6.º                | Boom 2013:            | 5.º                | Londres 2015:      | 6.º                |
| Ámsterdam 2017:       | 5.º                | Amberes 2019:         | Medalla de plata   | Amstelveen 2021:   | 5.º                |
| Mönchengladbach 2023: | 6.º                | Mönchengladbach 2025: | Medalla de bronce  |                    |                    |

### Liga Mundial/Pro League
| Liga Mundial/Pro | Liga Mundial/Pro | Liga Mundial/Pro | Liga Mundial/Pro | Liga Mundial/Pro | Liga Mundial/Pro |
| ---------------- | ---------------- | ---------------- | ---------------- | ---------------- | ---------------- |
| 2012/13:         | 10.º             | 2014/15:         | 10.º             | 2016/17:         | 11.º             |
| 2019:            | 7.º              | 2020/21:         | 9.º              | 2021/22:         | 7.º              |
| 2022/23:         | 5.º              | 2023/24:         | 8.º              | 2024/25:         | 3.º              |

### Otros campeonatos
- Champions Trophy: (1) , (2) , (3)
- Champions Challenge: (1)
- Juegos Mediterráneos: (1) , (2)

## Selecciones juveniles
| Selección Sub-21 - Campeonato Mundial Sub-21: - Tercer puesto (2): 2005, 2023. - Campeonato Europeo Sub-21: - Campeón (4): 2000, 2004, 2008, 2024. - Subcampeón (2): 1976, 1992. - Tercer puesto (2): 1977, 2002. | Selección Sub-18 - Campeonato Europeo Sub-18: - Campeón (2): 2013, 2018. - Subcampeón (1): 2011. - Tercer puesto (3): 2003, 2015, 2021. - Juegos Olímpicos de la Juventud: - Tercer puesto (1): 2014. |